# أليكسي سميرتين
أليكسي غينادييفيتش سميرتين (1 مايو 1975

 في بارنول) (بالروسية: Алексей Геннадьевич Смертин) لاعب كرة قدم روسي معتزل كان يجيد اللعب في خط الوسط .
لعب سميرتين في أندية دينامو بارنول (1992-1993) زاريا لينينسك كوزنيتسكي (1994-1996) أورالان إليستا (1997-1998) لوكوموتيف موسكو (1999-2000) بوردو (2000-2003) تشيلسي (2003-2006) بورتسموث بالإعارة (2003-2004) تشارلتون أثليتيك بالإعارة (2005-2006) دينامو موسكو (2006) فولهام (2007-2008) .
ساهم سميرتين في تتويج نادي لوكوموتيف موسكو ببطولة كأس روسيا 2000 كما ساهم في تتويج نادي بوردو ببطولة كأس الدوري الفرنسي موسم 2001/2002 كما ساهم في تتويج نادي تشيلسي ببطولة الدوري الممتاز وكأس الاتحاد الإنجليزي موسم 2004/2005 .
شارك سميرتين مع منتخب روسيا في 55 مباراة دولية في الفترة من 1998 إلى 2006 .
تم استدعاء سميرتين للمشاركة في بطولة كأس العالم لكرة القدم 2002 التي أقيمت في كوريا الجنوبية واليابان معا . غاب سميرتين عن المباراة الأولى أمام منتخب تونس التي انتهت بالفوز 2/0 ثم عاد أساسيا في المباراتين التاليتين أمام منتخبي اليابان المستضيف وبلجيكا والتين انتهتا بالخسارة 0/1 و2/3 على التوالي .
تم استدعاء سميرتين مجددا للمشاركة في بطولة كأس الأمم الأوروبية لكرة القدم 2004 التي أقيمت في البرتغال . حمل اللاعب شارة القيادة وشارك أساسيا في أول مباراتين أمام منتخبي إسبانيا والبرتغال المستضيف والتين انتهتا بالخسارة 0/1 و0/2 على التوالي بينما غاب عن المباراة الثالثة أمام منتخب اليونان حيث فاز بنتيجة 2/1 .

## مسيرته الكروية
لعب أليكسي سميرتين خلال مسيرته الاحترافية مع 10 أندية في عشرون موسمًا وسجل خلالها 27 هدفًا ضمن 443 مباراة. حيث فاز في موسم واحد بالكأس وفي موسم واحد بالدوري.
خاض أليكسي سميرتين مسيرته مع نادي دينامو بارنول في عامي 1992-1994 ولمدة موسمين، مشاركًا في 42 مباراة سجل خلالها هدفين. ثم انتقل إلى نادي زاريا لينينسك كوزنيتسكي في موسم 1994 في المرة الأولى واستمر معه طيلة ثلاثة مواسم ثم ما بين عامي 1998 و1999 لمدة موسم واحد، حيث شارك طوالها في 124 مباراة سجل خلالها 13 هدفًا. لينتقل بعدها إلى نادي أورالان إليستا في عامي 1997-1999 ولمدة موسمين، مشاركًا في 49 مباراة سجل خلالها 3 أهداف. ثم انتقل إلى نادي لوكوموتيف موسكو في عامي 1999-2001 ولمدة موسمين، مشاركًا في 39 مباراة سجل خلالها 7 أهداف. هذا وانتقل لاحقًا إلى نادي جيروندان بوردو في موسم 2000–01 ليلعب معه أربعة مواسم، مشاركًا في 85 مباراة سجل خلالها هدفين. ثم انتقل بعدها إلى نادي بورتسموث في موسم 2003–04 لمدة موسم واحد، مشاركًا في 26 مباراة ولم يسجل أي هدف. ليعود وينتقل من جديد، لكن هذه المرة إلى نادي تشيلسي في موسم 2004–05 لمدة موسم واحد، مشاركًا في 16 مباراة ولم يسجل أي هدف أيضًا. لينتقل بعدها إلى نادي تشارلتون أثلتيك في موسم 2005–06 لمدة موسم واحد، مشاركًا في 18 مباراة ولم يسجل أي هدف أيضًا. ثم لعب في نادي دينامو موسكو ما بين عامي 2006 و2007 لمدة موسم واحد، مشاركًا في 22 مباراة ولم يسجل أي هدف أيضًا. ليعود ويرتحل عنه إلى نادي فولهام في موسم 2006–07 ولمدة موسمين، مشاركًا في 22 مباراة ولم يسجل أي هدف أيضًا.

## روابط خارجية
- أليكسي سميرتين على موقع الاتحاد الدولي (مؤرشف)  (الإنجليزية)
- أليكسي سميرتين على موقع قاعدة بيانات كرة القدم.إي يو (الإنجليزية)
- أليكسي سميرتين على موقع ناشيونال فوتبول تيمز (الإنجليزية)
- أليكسي سميرتين على موقع Soccerbase.com (لاعب) (الإنجليزية)
- أليكسي سميرتين على موقع عالم كرة القدم.نت (الإنجليزية)